# Легка атлетика на літніх Олімпійських іграх 1896 — марафонський біг
Марафонський біг на літніх Олімпійських іграх 1896 був одним із видів змагань з легкої атлетики на перших сучасних Олімпійських іграх. Змагання відбулися 10 квітня 1896 (від 14 години за місцевим часом) на трасі Марафон—Афіни. Дистанція бігу становила близько 40 кілометрів. Першим переможцем змагань став грек Спиридон Луїс, який випередив свого співвітчизника Харілаоса Васілакоса та угорця Дьюлу Келльнера. Початково третє місце зайняв інший грек, Спиридон Белокас, але пізніше він був дискваліфікований, оскільки було встановлено, що частину дистанції він проїхав на возі, запряженому кіньми.
Це були перші великі міжнародні змагання з марафонського бігу. Ініціатором проведення таких змагань був французький мовознавець та громадський діяч Мішель Бреаль.

## Історія змагань

### Давньогрецькі міфи та легенди

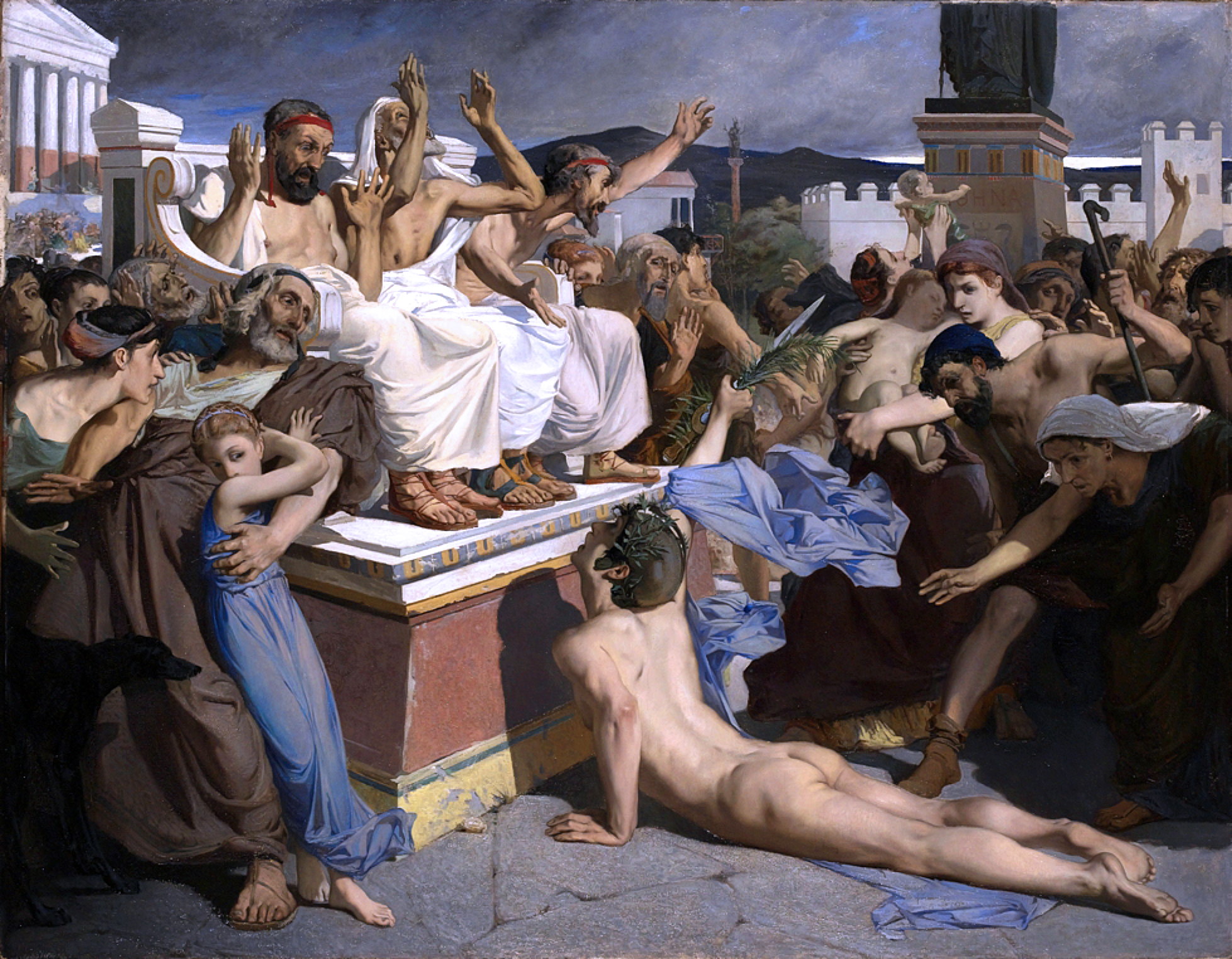
Картина що зображує Фідіппіда, який приносить звістку про перемогу в Марафонській битві жителям Афін

Історія сучасного марафонського бігу розпочинається від Марафонської битви, яка відбулась у V столітті до нашої ери. 12 вересня 490 року до нашої ери у битві біля містечка Марафон грецька армія перемогла армію персів. Згідно з легендою, після перемоги у битві до Афін було вислано воїна Фідіппіда (іноді його ім'я вимовляють як Філіппід), щоб повідомити про перемогу в битві та попередити про наближення перського флоту. Незабаром, також бігом, до міста дісталась більшість грецьких воїнів.
Геродот у своїй «Історії» описує, що після переможної для афінян битви з персами не одна людина, а вся грецька армія поспішила до Афін, щоб випередити персів, які пливли на кораблях. Сам Фідіппід фактично описаний у Геродота як посланець в армії афінян, але він мав дістатися до Спарти, щоб передати прохання по допомогу. Особою, яка була причетна до появи легенди про афінського воїна-посланця, визнається Плутарх із Херонеї, який у своєму есе «Про славу Афін» уперше згадує про біг Фідіппіда від Марафону до Афін.

### Перед Олімпійськими іграми
Хоча біг на довгі дистанції був популярним у ХІХ столітті (наприклад у формі педестріанізму, тобто довгих прогулянок, які нагадували спортивну ходьбу), проте змагання з такого бігу ніколи не проводились до 1896. Провести змагання з марафонського бігу вперше запропонував француз Мішель Бреаль, друг барона П'єра де Кубертена, який брав участь у плануванні олімпійських змагань у Афінах. Бреаль написав Кубертену, що в разі включення до програми Ігор марафонського бігу, він буде готовий нагородити переможця призом за власний кошт. Ідея французького лінгвіста відразу ж була сприйнята оргкомітетом Олімпіади.

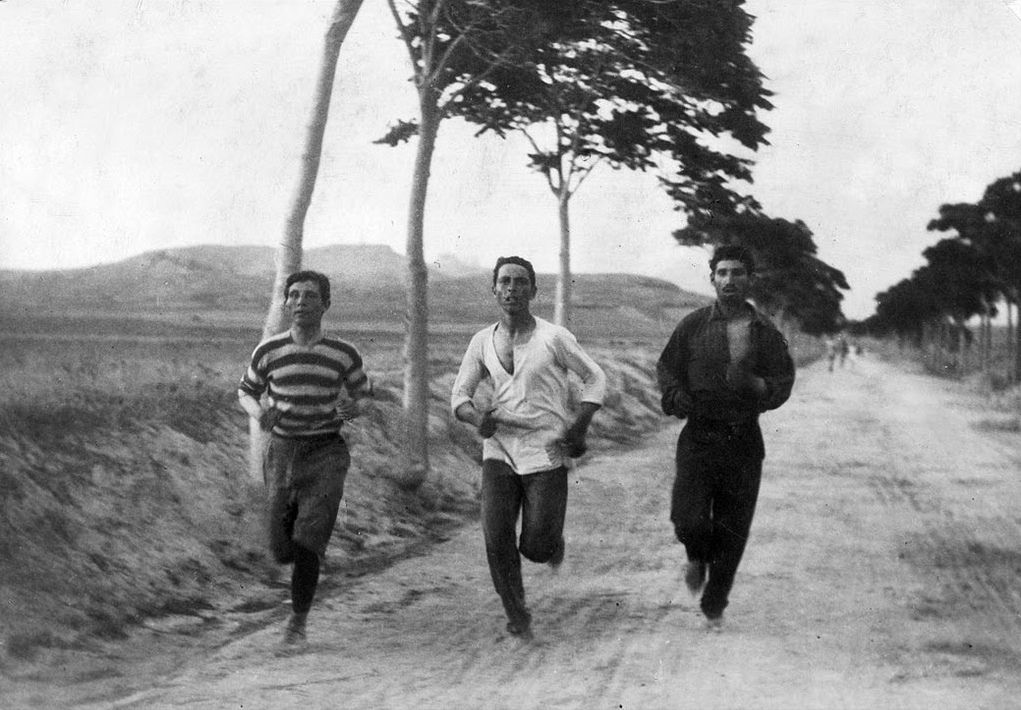
Учасники марафону під час підготовки до змагань, посередині Харілаос Васілакос

Перші змагання з марафонського бігу викликали великий інтерес серед греків. У грецькій армії та серед листонош був проведений спеціальний відбір з метою визначення найкращих бігунів, яких пізніше доправили до спеціального центру підготовки. Греків, які бажали взяти участь у цих змаганнях, не бракувало. Частина джерел повідомляє, що троє з них померли в процесі підготовки до олімпійських змагань. Перед Олімпійськими іграми відбулись два марафонські забіги за участю грецьких спортсменів, які розглядались як своєрідні кваліфікаційні змагання. Двоє спортсменів пробігли цю дистанцію вже у лютому 1896, і одним із них був Георгіос Грігоріу, який подолав цю дистанцію за 3 години 45 хвилин.
Перші офіційні змагання з марафонського бігу відбулись 10 березня 1896. Перемогу на цих змаганнях із часом 3 години 18 хвилин здобув Харілаос Васілакос, який випередив Спиридона Белокаса (3 години 21 хвилина) і Дімітріоса Деліяніса (3 години 33 хвилини). Другі змагання з марафону відбулись за кілька днів перед початком афінської Олімпіади. Цього разу забіг виграв Йоанніс Лаврендіс із часом 3:11.27, а Спиридон Луїс, який став пізніше переможцем Олімпіади, посів лише 5 місце.
У день початку Олімпійських ігор відбулись наступні змагання з марафону, на які вперше було допущено іноземців. Переможцем цього забігу став Дімітріос Деліяніс із часом 3 години 3 хвилини, друге місце посів австралієць Едвін Флек, а третім став Спиридон Белокас. Харілаос Васілакос посів лише 7 місце, а Спірос Луїс був лише 17-м. Спочатку в олімпійському марафонському забігу планувалась участь лише 16 спортсменів, але за наполяганням представника військових Пападіамандопулоса Спіроса Луїса також було допущено до змагань.

## Перебіг олімпійських змагань

### Перед забігом
День перед забігом учасники змагань з марафонського бігу провели по-різному. Згідно з розповідями очевидців, Спиридон Луїс перед забігом дотримувався найсуворішого посту, а напередодні забігу причастився. День забігу припадав на неділю, і всі греки — учасники забігу — були присутні у церкві на ранковому богослужінні. Після служби вони зайшли у дім місцевого багатія, де їх усіх пригостили великим шматком смаженої баранини, після чого вони випили по склянці грецького вина. Іноземці перед змаганням нічого не пили, і з'їли лише по одному біфштексові.
На старт змагань вийшли 17 спортсменів, у тому числі 4 іноземці. Серед них були Едвін Флек, Артур Блейк, Альбен Лермюзьйо та Дьюла Келльнер. Флек, Блейк та Лермюзьйо виходили на старт марафонського забігу, вже маючи в своєму активі олімпійські нагороди, здобуті в бігу на 800 і 1500 метрів, де найкращим із них був Флек, який переміг у обидвох дисциплінах. Угорець Келльнер був єдиним іноземцем, який зумів пробігти марафонську дистанцію ще перед Олімпійськими іграми — ця дистанція підкорилась йому в Будапешті, і подолав він її з часом близько 3 годин.
Греки були незадоволені результатами олімпійських змагань у легкій атлетиці, більшість з яких виграли американці. Для більшості з них марафонський біг був кульмінацією олімпійських змагань, і вони очікували перемоги в марафоні саме грецького спортсмена. Рівень зацікавленості до цього змагання показує кількість глядачів та офіційних осіб (переважно греків), які розмістились на стадіоні та навколишніх пагорбах, а також навколо траси забігу. За деякими оцінками, їх кількість могла становити 100 тисяч осіб.
За кілька годин перед початком забігу було дискваліфіковано найголовнішого претендента на перемогу — італійця Карло Айрольді. У зв'язку з відсутності зацікавленості в Олімпіаді на його батьківщині та відсутності коштів на подорож кораблем чи поїздом, він вирішив іти до Афін пішки. Розпочав він свою подорож 28 лютого 1896 у Мілані, а до Афін прибув 2 квітня, за 8 днів до початку змагань з марафону. Греки спочатку поставились із симпатією до італійця, але потім їх настрій змінився. Італійському спортсмену згадали участь у забігах за грошову винагороду. Хоча свідчення щодо відсутності в Айрольді аматорського статусу в зв'язку з цим могли бути потрактовані неоднозначно, МОК на вимогу греків дискваліфікував італійця за кілька годин до початку забігу. Окрім того, він не був допущений на стадіон, а під час спроби пройти на нього був заарештований.
Змагання розпочалися близько 14 години за місцевим часом. Пападіамандопулос, грецький полковник чи майор, виголосив перед стартом патріотичну промову, яку француз грецького походження та один із учасників забігу Сократес Лагудакіс, студент-медик, який навчався у Парижі та знав французьку мову, переклав для іноземних учасників такими словами: «Якщо хтось із вас виграє, то буде нам як брат». За хвилину Пападіамандопулос дав сигнал до початку забігу пострілом із пістолету. Учасники забігу стартували з мосту в містечку Марафоні, фініш забігу знаходився на стадіоні «Панатінаїкос» в Афінах. Довжина дистанції була меншою за довжину сучасних марафонських забігів та становила близько 40 кілометрів. Уперше забіг саме на дистанцію 42 кілометри 195 метрів відбувся на Олімпіаді-1908 в Лондоні, а офіційно така довжина марафонської дистації була прийнята, починаючи з Олімпіади-1924 в Парижі.
Хараламбос Аннінос у 1896 писав, що учасники перед стартом були вишиковані у два ряди. Відповідно до інших джерел, спортсмени перед стартом вишикувались у три ряди: у першому ряду 6 спортсменів, у другому — 6, і у третьому ряду 5 спортсменів. Більшість очевидців та джерел повідомляють, що учасники вишикувались у чотири ряди. Грецький історик Карлос Морітес у 1997 писав, що учасники забігу вишикувались у такому порядку:
- Перший ряд — Дімітріос Деліянніс, Едвін Флек, Спиридон Белокас, Альбен Лермюзьйо, Дімітріос Хрістопулос.
- Другий ряд — Дьюла Келльнер, Харілаос Васілакос, Артур Блейк, Евангелос Єракаріс, Георгіос Грігоріу.
- Третій ряд — Сократес Лагудакіс, Йоанніс Лаврендіс, Йоанніс Вретос, Елефтеріос Папасімеон, Іліас Кафедзіс.
- Четвертий ряд — Спиридон Луїс, Стаматіос Мазуріс[12].

### Забіг
Траса марафонського забігу була прокладена польовими дорогами, і пил, що здіймався над трасою, завдавав чималих проблем учасникам марафону. У той день була сонячна і тепла погода. Учасників забігу супроводжували спочатку поліцейські на конях та велосипедах, а також лікарі та асистенти спортсменів, які їхали на велосипедах або у кінних екіпажах.
Від початку забігу лідерство захопив Альбен Лермюзьйо. Француз, який ніколи не брав участі в забігах на таку довгу дистанцію, взяв дуже високий темп бігу, і в один момент мав перевагу до 3 кілометрів над другим учасником. Важкі умови, в яких проходив цей забіг, призвели до того, що перші з учасників (Дімітріос Хрістопулос, Іліас Кафедзіс)почали сходити з траси. Відповідно до частини джерел, до села Пікермі, яке знаходилось за 20 кілометрів від Марафону, Лермюзьйо мав добігти за 52 хвилини. Очевидно, що у джерелі, яке стверджувало таке, містилась помилка, тому що неможливо пробігти таку довгу дистанцію за такий короткий час. Після половини дистанції лідирував Лермюзьйо, далі бігли Едвін Флек, Артур Блейк, Дьюла Келльнер, Йоанніс Лаврендіс та Спірос Луїс. Після 23 кілометру з дистанції зійшов Блейк, незабаром після нього два греки — Грігоріу і Лаврендіс. Тоді ж на третю позицію перейшов один із кандидатів на перемогу — Харілаос Васілакос. Васілакос і Луїс бігли поряд та постійно могли бачити своїх суперників. Згідно з легендою, у селі Пікермі змучений Луїс забіг до місцевої корчми, та втамував спрагу келихом вина, та запитав місцевих жителів, хто його випереджає на трасі.

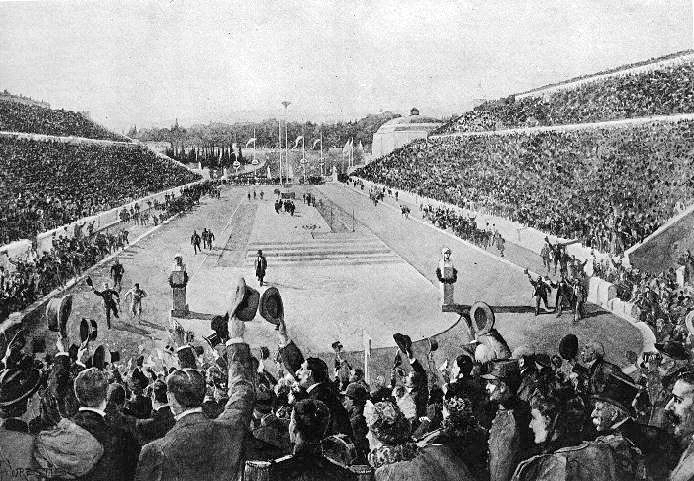
Спірос Луїс на останніх метрах забігу

Після 20 кілометру траса мала довгий підйом. Уже біля села Паліні (близько 25-кілометрової позначки) перевага французького бігуна зменшилась до однієї хвилини. Група спортсменів і далі бігла розтягнутою по трасі. Невідомий журналіст записав у цей момент порядок розміщення бігунів на трасі та час, який спортсмени показали на цьому відрізку дистанції: Лермюзьйо (94 хвилини), Флек (95 хвилин), Блейк (98 хвилин), Васілакос (101 хвилина), Луїс (101, 5 хвилин), Келльнер (104 хвилини), Деліянніс та Белокас (105 хвилин), хоча Хараламбос Анінос стверджує, що Блейк зійшов з дистанції ще перед селищем Паліні.
Французький спортсмен, який продовжував лідирувати, був тепло зустрінутий мешканцями Паліні, які поставили на місцевій дорозі символічні ворота до села та одягнули на голову лідера корону з лаврового листя. За кількасот метрів далі по трасі біля селища Хорваті на Лермюзьйо намагався напасти фанатично налаштований священник, якого, щоправда, швидко зупинили місцеві глядачі.
Після селища Хорваті французький бігун швидко почав здавати. На одному з підйомів Лермюзьйо зупинився, щоб його помічник Гізель зробив йому масаж ніг (Мартін і Гінн вважають, що це міг бути французький легкоатлет Альфонс Грізель), але приблизно на 32 кілометрі француз втратив свідомість та був вимушений припинити змагання.
Лідерство на дистанції захопив австралієць Флек, за ним біг Васілакос. Далі розташувався Спиридон Луїс, який згодом обійшов свого співвітчизника, та все більше від нього віддалявся. Приблизно на 34 кілометрі Луїс наздогнав Флека, на третю позицію тоді ж вийшов Дьюла Келльнер, четверта позиція була за Васілакосом, п'ятим біг Белокас, який виглядав найменш змученим. Тим часом німецький велосипедист Август фон Гедріх, призер цієї Олімпіади, передав на стадіон звістку, про те, що на 36 кілометрі лідирує австралієць (польське видання «Kronika Sportu» повідомляє, що німець помилився на 5 км). Після цієї звістки над стадіоном стояла мертва тиша.
На околиці селища Абелокіпі (37 кілометр траси) Луїс отримав кілька шматочків апельсину від своєї нареченої, яка своєю присутністю надихала його до перемоги. Після цього Луїс значно прискорився, а зморений австралієць упав на землю. Хтось із глядачів підняв його, проте дезорієнтований австралієць звалив уболівальника ударом кулака та знову впав, після чого його доправили каретою швидкої допомоги до стадіону, де він уже тільки спостерігав за фінішем забігу.
Після цього було повторно вислано гінця на стадіон. Пападіамандопулос особисто передав у королівську ложу гарну новину про те, що грек повинен виграти марафонський забіг. Ця звістка швидко рознеслась по стадіону, і всі присутні почали кричати з радощів: «Грек виграє марафон». Спірос Луїс, який мав велику перевагу над іншими спортсменами, від цього моменту одноосібно наближався до мети. Про його наближення до стадіону сповістив гарматний постріл в Афінах. Луїса з великою радістю вітали юрби глядачів на афінських вулицях. На останніх метрах дистанції разом із ним бігли сини грецького короля: князь Костянтин та князь Георгій, пізніше до них приєднався і князь Микола. Луїс дістався фінішу з часом 2 години 58 хвилин 50 секунд. Коли стало відомо, що другим і третім на фініші також були греки (Харілаос Васілакос і Спиридон Белокас), радості грецьких глядачів не було меж. За цією трійкою фінішував єдиний іноземець, який дістався фінішу — Дьюла Келльнер. Угорець подав протест, стверджуючи, що грек, який біг перед ним, частину дистанції проїхав на возі, запряженому кіньми. Белокас швидко визнав свою провину та був дискваліфікований суддями змагань.

## Результати

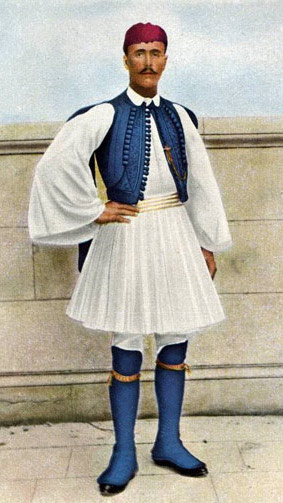
Спиридон Луїс

Джерела:
| Місце | Атлет                 | Країна    | Час       | Примітки |
| ----- | --------------------- | --------- | --------- | -------- |
| 1     | Спиридон Луїс         | Греція    | 2:58.50   |          |
| 2     | Харілаос Васілакос    | Греція    | 3:06.03   |          |
| 3     | Дьюла Келльнер        | Угорщина  | 3:06.35   | 3:09.30  |
| 4     | Йоанніс Вретос        | Греція    | невідомий |          |
| 5     | Елефтеріос Папасімеон | Греція    | невідомий |          |
| 6     | Дімітріос Деліянніс   | Греція    | невідомий |          |
| 7     | Евангелос Єракаріс    | Греція    | невідомий |          |
| 8     | Стаматіос Мазуріс     | Греція    | невідомий |          |
| 9     | Сократес Лагудакіс    | Франція   | 3:58.50   |          |
| —     | Едвін Флек            | Австралія | DNF       | 37 км    |
| —     | Альбен Лермюзьйо      | Франція   | DNF       | 32 км    |
| —     | Георгіос Грігоріу     | Греція    | DNF       | 24 км    |
| —     | Йоанніс Лаврендіс     | Греція    | DNF       | 24 км    |
| —     | Артур Блейк           | США       | DNF       | 23 км    |
| —     | Іліас Кафедзіс        | Греція    | DNF       | 9 км     |
| —     | Дімітріос Хрістопулос | Греція    | DNF       |          |
| —     | Спиридон Белокас      | Греція    | 3:06.30   | DQ       |

## Після забігу

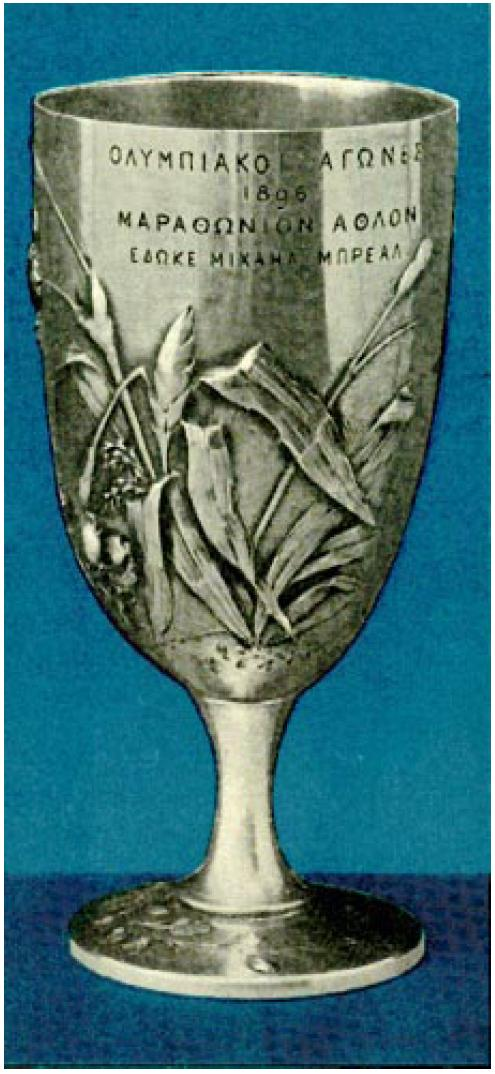
Кубок, який вручив переможцеві забігу Мішель Бреаль

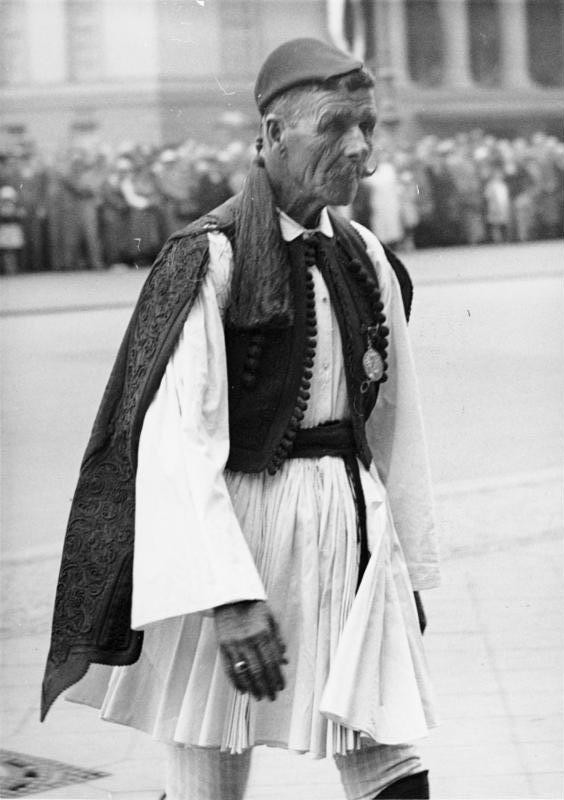
Спірос Луїс як спеціальний гість Літньої Олімпіади-1936 в Берліні

### Нагороди для переможця
Враховуючи давні традиції марафонських забігів у Стародавній Греції, господарі змагань бачили переможцем змагань лише свого співвітчизника. Деякі багаті греки обіцяли переможцеві забігу цінні подарунки. Серед них були: пістолет, кілька годинників, швейна машинка марки «Singer», тонна шоколаду, стадо овець, поле, барилко вина зі столітньою витримкою. Один афінський кравець пообіцяв, що буде безкоштовно шити одяг переможцю протягом року, а один із перукарів обіцяв протягом року його безплатно стригти. Грецький філантроп Георгіос Авероф, який проживав у Александрії, пообіцяв переможцю 100 тисяч драхм. Йоанніс Ламброс, грецький колекціонер, подарував переможцю античну вазу, а вищезгаданий Бреаль — кубок.
Після того, як Луїс перетнув фінішну позначку, сини грецького короля занесли його на своїх плечах до королівської ложі. Грецький король сказав Луїсу, що дасть йому все, що той захоче. Марафонець із Марусі відповів, що йому найбільше хотілось воза, запряженого віслюком.
По закінченні забігу переможець залишив стадіон, де з ним голосно попрощались усі присутні на стадіоні глядачі. Після цього Луїс отримав багато малих подарунків (годинники, ланцюжки, портсигари). Після церемонії закриття Ігор він отримав кубок, подарований Мішелем Бреалем, та античну вазу від колекціонера Йоанніса Ламброса (пізніше Луїс подарував її археологічному музею в Афінах), також він отримав золотий годинник, 20 тисяч драхм та цінний порцеляновий сервіз від посла Росії в Афінах. Найвірогідніше, що Спірос Луїс відмовився від більшості подарованих йому призів, та після ігор повернувся до свого селища Марусі.

### Символічний забіг Ревіті
Жінки не могли брати участь у перших сучасних Олімпійських іграх, оскільки Кубертен був затятим противником участі жінок в Олімпіадах. Протестуючи проти дискримінації жінок, гречанка Стамата Ревіті із Сіроса пробігла наступного дня після офіційного чоловічого забігумайже повністю марафонську дистанцію приблизно за п'ять із половиною годин, проте її не впустили на стадіон, коли вона фінішувала. Частина істориків стверджує, шо Ревіті мала намір вислати листа до Олімпійського комітету Греції з підписами свідків, щоб її забіг визнали офіційним. Проте жоден документ, який підтверджував би її марафонський забіг, не зберігся, як невідома й доля Ревіті після закінчення Олімпіади.

### Вплив афінського марафону
Широкий розголос олімпійських змагань з марафонського бігу дав поштовх до організації змагань із марафону в інших країнах. Вже у липні 1896 відбувся перший паризький марафон, в якому брали участь професійні спортсмени та переміг британець Лен Герст із часом 2:31.29,8. У 1896 також відбулись перші марафонські забіги в США (Стемфорд-Нью-Йорк), в Угорщині (Асод), в Норвегії (Хрістіанія), Данії (Копенгаген), проте результати переможців у цих змаганнях були на рівні 3,5 години. У 1897 році відбувся перший бостонський марафон. Наприкінці ХІХ століття були також організовані марафонські забіги в Німеччині (Лейпциг), Італії (Мілан) та Швеції (Седертельє-Стокгольм).